# 一柳豊勝
一柳 豊勝（いちやなぎ とよかつ、1925年（大正14年）5月16日 - 1993年（平成5年）7月20日）は、日本の学者。専門は社会保障、福祉行政。元龍谷大学社会学部教授。

## 略歴
1925年（大正14年）5月16日に愛知県名古屋市に生まれる。
法政大学法学部政治学科を卒業し、カリフォルニア州立大学ロサンゼルス校大学院でPolitical Science専攻博士課程を修了する。
中部圏都市問題研究所長、同朋大学文学部講師、同大学社会福祉学部助教授・教授を経て、龍谷大学社会学部教授に就任する。
1993年（平成5年）7月20日に脳内出血により死去、68歳。

## 著書
- 『社会保障 : 理論・歴史・制度』（中部日本教育文化会、1977）
- 『政治学講義』（中部日本教育文化会、1983）
- 『現代社会福祉』（ミネルヴァ書房、1989）
- 『社会保障概論』（八千代出版、1990）

## 訳書
- 『市民的自由の本質に関する考察と政治原理』リチャード・プライス著（中部日本教育文化会、1977）